# Sociedad Chilena de Autores e Intérpretes Musicales
La Sociedad Chilena de Autores e Intérpretes Musicales, hasta 2016 llamada Sociedad Chilena del Derecho de Autor, y aún reconocida por la sigla SCD, es una asociación y entidad de gestión colectiva musical chilena fundada en 1987.
La SCD es una de las sociedades musicales más grandes de Chile, tiene más de treinta años en el rubro, agrupa alrededor de diez mil artistas consagrados y de proyección, es una entidad de gestión colectiva reconocida por otorgar premios de amplia difusión mediática como los Premios Pulsar, y realiza eventos masivos como la Feria Pulsar y el Día de la Música Chilena, siendo avalada por el Gobierno de Chile. Además representa la gran mayoría de las sociedades de autor musicales del extranjero, con lo cual administra un repertorio mundial de millones de obras musicales.[cita requerida]

## Historia

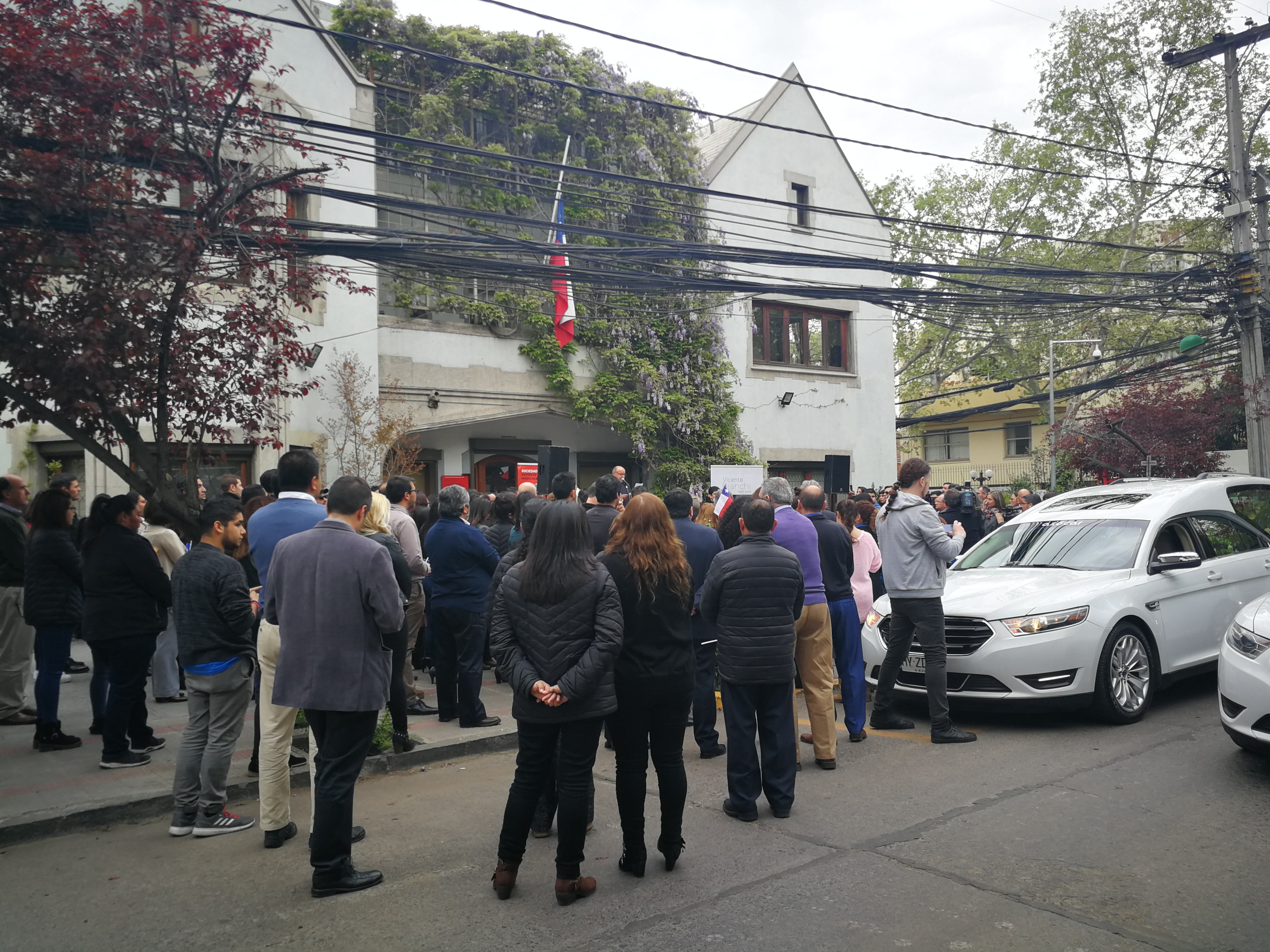
Homenaje funerario a Vicente Bianchi en las afueras de la sede de la SCD (2018).

Luego de más de 50 años de administración estatal, en 1987 se creó la SCD como una organización privada de autores, que sirvió en sus primeros años como asesora del Departamento del Pequeño Derecho de Autor de la Universidad de Chile, la entidad que administraba en Chile los derechos de autor.
En 1992 la reforma a la Ley de Propiedad Intelectual derogó el Departamento del Pequeño Derecho de autor, y permite que este se constituya como una organización autónoma privada, asumiendo así la SCD su rol como entidad de gestión colectiva. En 1998 creó la Sociedad Chilena de Intérpretes y en 2001 la Fundación de la Música de Chile (FMC). Esta última la cual cuenta con dos sellos musicales; sello Azul, orientado al lanzamiento de nuevos artistas a través de concursos bianuales, y el sello Oveja Negra, para producciones de artistas consagrados.
En 2000 junto con otras organizaciones culturales chilenas creó los Premios Altazor. También impulsó iniciativas como el "Día de la Música Chilena" a partir de 2005 y la Feria Internacional de la Música Chilena: "Feria Pulsar" desde 2010 —cuando también comenzó a operar la tienda Músicachilena, que comercializa discos en formatos físico y digital—.
En enero de 2009 su presidente Fernando Ubiergo renunció al cargo tras la polémica generada por un supuesto uso de software pirata en una conferencia en Antofagasta. En marzo de 2015, la SCD anunció la creación de los Premios Pulsar, creados para galardonar a los artistas y músicos chilenos participantes en 21 categorías.
Una década más tarde, en 2019, la SCD crea e inicia el "Concurso de Canciones Scottie Scott para Autoras y Compositoras" en honor a Scottie Scott y con el objetivo de estimular la creación artística de autoras y compositoras locales, así como de promover la difusión de sus obras.

## Objetivos
Como entidad de gestión colectiva, administra los derechos de ejecución pública y de reproducción de las obras musicales de sus asociados, lo cual implica:
1. El otorgamiento de una licencia de autorización a los usuarios, toda vez que la música es comunicada al público o grabada en soportes sonoros o audiovisuales.
2. La recaudación de los derechos generados por dicho concepto.
3. La distribución de estos derechos a sus respectivos titulares.

## Organización

### Directiva actual
Actualmente, su Consejo Directivo está integrado por:
- Presidente: Rodrigo Osorio
- Vicepresidentes: Raúl Aliaga y Gloria Simonetti
- Secretario general: Magdalena Matthey
- Consejeros: René Calderón, Héctor Molina, Patricio Salazar, Hugo Manzi, Ángela Acuña y Leo Soto.

### Lista de presidentes
- José Goles Radnic (1987-1993)
- Luis Advis (1993-2004)
- Fernando Ubiergo (2004-2008)
- Alejandro Guarello (2009-2015)
- Álvaro Scaramelli (2015-2017)[11]
- Horacio Salinas (2017-2021)[12]
- Rodrigo Osorio (2021-)[13]

## Figura fundamental de la música chilena
Como un reconocimiento a la trayectoria, la influencia y el legado de los artistas chilenos en la historia musical del país, la SCD distingue anualmente a uno de ellos como «figura fundamental de la música chilena». La elección la lleva a cabo el Consejo directivo de la SCD y la ceremonia de entrega de la distinción ocurre a fines de año. Los galardonados han sido los siguientes artistas chilenos
- 1987: José Goles
- 1988: Luis Aguirre Pinto
- 1989: Francisco Flores del Campo
- 1990: Vicente Bianchi
- 1991: Donato Román y Ester Soré
- 1992: Valentín Trujillo
- 1993: Margot Loyola
- 1994: Gabriela Pizarro
- 1995: Antonio Prieto
- 1996: Dúo Rey-Silva
- 1997: Los Jaivas
- 1998: Hernán «Nano» Núñez
- 1999: Sonia y Myriam
- 2000: Fernando Rosas
- 2001: Luis Advis
- 2002: Los Ángeles Negros
- 2003: Isabel y Ángel Parra
- 2004: Patricio Manns
- 2005: Lucho Gatica
- 2006: Buddy Richard
- 2007: Silvia Infantas
- 2008: Los Huasos Quincheros
- 2009: Palmenia Pizarro
- 2010: Tito Fernández «el Temucano»
- 2011: Cecilia
- 2012: Calatambo Albarracín
- 2013: Fernando García
- 2014: Roberto Lecaros
- 2015: Gastón Guzmán
- 2016: Willy Bascuñán[15]
- 2017: Quilapayún[16]
- 2018: Jorge González[17]
- 2019: Carmen Barros[18]
- 2020: Eduardo Gatti[19]
- 2021: José Alfredo Fuentes[20]
- 2022: Ginette Acevedo y Julio Zegers[21]
- 2023: Myriam Hernández y La Sonora de Tommy Rey[22]
- 2024: Fernando Ubiergo y Mazapán[23]

Debido a su trigésimo aniversario, la SCD publicó el libro Fundamentales de la música chilena en 2017.

## Concurso de Canciones Scottie Scott para Autoras y Compositoras
El Concurso de Canciones Scottie Scott para Autoras y Compositoras fue creado por la Sociedad, en honor a la compositora Scottie Scott, y con el fin de estimular y promover las obras por parte de mujeres autoras y compositoras residentes en Chile. Una de las exigencias del concurso es que se postulen canciones inéditas que son publicadas en un disco compilatorio denominado El canto de todas otorgado como premio a las ganadoras del concurso, las cuales son definidas por un jurado calificado.

### Ediciones del concurso
La primera edición del certamen se efectuó en 2019, en dicha edición se eligieron 8 ganadoras entre 149 postulantes, que fueron premiadas con dinero y con ser parte del primer disco El canto de todas que fue presentado el mismo día de la premiación. La ceremonia de premiación se llevó a cabo el 15 de octubre de 2019 en la sala SCD Egaña.
Las artistas ganadoras fueron  Constanza Milliet con su canción «No me conoces», Diana Rojas con «Llévame lejos», Emiliana Araya (Kinética) con «Mar adentro», Juanita Ringeling con «Rosa», Martina Lecaros con «Ay! Corazón», Paula Arancibia con «Japo Song», Paula Herrera con «Cielo rosa» y Yorka Pastenes con su canción «Bella». El jurado estuvo conformado por Jaime Atria, Melisa Campbell, Clara Silva, Marisol García, Sandra Zeballos, Pablo Stipicic, Cristián Heyne y René Calderón (secretario general de SCD en aquel momento).
La segunda edición del concurso fue realizada en 2020 y seleccionó a 8 obras ganadoras entre 178 postulantes con un premio en dinero y un disco compilatorio denominado El canto de todas vol.2 que integra las 8 canciones respectivas. Los resultados se dieron a conocer el 8 de octubre de ese año. Las ganadoras fueron Catalina Navarro con su canción «Apolo», Daniela Gatica con «Cómo mancha el té», Dani Mokar (Danitza Morineaud) con «Vente pa cá», Fernanda Quevedo con «El umbral», Jasal (Javiera Sandoval) con «Mijita, ¿cuándo va a pololear?», Karla Grunewaldt con «Ni siquiera el dinero», Maca del Pilar (Macarena del Pilar Torres) con «Contigo quiero» y Vali Nisa (Valerie Steigler) con su canción «No lo pedí», donde para cada una de ellas su nombre en paréntesis indica el nombre real de la compositora. Respecto al jurado, estuvo conformado por Gloria Simonetti (representante del consejo SCD); Clara Silva (productora musical), Gustavo Pinochet (productor musical) y Pablo Stipicic (productor musical); Jaime Atria (músico); Sandra Zeballos y Marisol García (periodistas especializadas) y Martina Orrego (directora de radio).